# Кадыров, Нургали Тасирович
Нургали Тасирович Кадыров (31 декабря 1916 — 17 августа 2001) — советский и казахстанский учёный, доктор ветеринарных наук. Почётный гражданин Астаны.

## Биография
Родился 31 декабря 1916 года.
В юности остался без родителей и был вынужден сам зарабатывать на жизнь.
В 1932 году окончил школу крестьянской молодёжи, после чего поступил в Карагандинское горнопромышленное училище. Работал машинистом на шахте №3/26 треста «Кировуголь».
В 1937 году окончил Петропавловский ветеринарный техникум и поступил на работу старшим ветеринарным врачом Мамлютского райземотдела.
В 1942 году с отличием окончил Московскую ветеринарную академию, где учился под началом выдающихся советских учёных — основателя отечественной гельминтологии Константина Скрябина, Сергея Вышелесского, Алексея Евграфова, Алексея Климова, Николая Михина, Николая Сошественского.
После окончания академии был направлен по специальности в Красную армию. Участвовал в Великой Отечественной войне. В составе войск Закавказского, Воронежского, 1-го, 2-го и 4-го Украинских фронтов освобождал южные регионы РСФСР, Украину, Польшу, Венгрию, Чехословакию. Был ранен и контужен, после чего в звании капитана ветеринарной службы был демобилизован.
В 1946—1965 годах работал начальником ветеринарного отдела Акмолинской области и директором Атбасарской межрайонной и областной ветеринарно-диагностических лабораторий. Внёс значительный вклад в укрепление ветеринарной системы в регионе, её кадровое пополнение. Занимался борьбой против болезней сельскохозяйственных животных на агропредприятиях области (ящура, чумы птиц, инфекционной анемии лошадей, сапа, гельминтозов).
Параллельно практической работе занимался научными исследованиями. В 1956 году напечатал первый учебный труд, предназначенный для ветеринаров. Он стал основой для противогельминтозных мероприятий в Северном Казахстане. Кадыров по заданию Акмолинского обкома КП Казахской ССР организовал и сам участвовал в них, добившись значительного сокращения заболеваемости овец гельминтозами в Атбасарском, Балкашинском, Кийминском и Есильском районах области.
В конце 1965 года стал работать в Целиноградском сельскохозяйственном институте, впоследствии стал профессором. Подготовил трёх кандидатов наук, был одним из организаторов ветеринарного факультета Целиноградского сельскохозяйственного института и основателем кафедры эпизоотологии и паразитологии, а также паразитологического музея.
Награждён орденами Отечественной войны I степени и Красной Звезды, 16 медалями, шестью благодарностями Верховного Главнокомандующего Вооружёнными Силами СССР, значком «Отличник сельского хозяйства», дипломом ЦК КПК и Верховного Совета Казахской ССР, дипломом отделения биологии Академии наук СССР и ВАСХНИЛ, почётными грамотами Министерства образования, облисполкома, института и Всесоюзного общества «Знание». Занесён в республиканскую Золотую книгу Почёта.
18 сентября 1996 решением Акмолинского городского маслихата за заслуги в деле совершенствования ветеринарного благополучия, повышения санитарной культуры Акмолы и в связи с 80-летием был удостоен звания почётного гражданина Акмолы.
Занимался общественной работой в институте и городе. В последние дни жизни редактировал Устав ветеринарной службы.
Умер 17 августа 2001 года.

## Научный вклад
В 1959 году во Всесоюзном институте гельминтологии имени К. И. Скрябина защитил кандидатскую диссертацию по теме «Гельминты и гельминтозы овец в Акмолинской области». Кадыров стал первым казахстанцем, получившим степень кандидата наук по этой специальности.
Работая в Целиноградском сельскохозяйственном институте, Кадыров занимался изучением распространённых в Казахской ССР гельминтозов лошадей: делафондиоза, альфортиоза и других. Научный материал собирал с поголовья лошадей 12 регионов Казахстана.
В результате исследований Кадыров разработал способы и средства лечения ларвального делафондиоза, который прежде считался неизлечимым. Также он разработал и научно обосновал методику профилактики стронгилятозов в табунном коневодстве, установил 31 вид гельминтов в Северном и Центральном Казахстане.
В 1983 году во Всесоюзном институте гельминтологии имени К. И. Скрябина защитил докторскую диссертацию по теме «Делафондиоз лошадей».
На счету профессора Кадырова за 45 лет научно-исследовательской работы свыше 200 научных работ, учебник «Паразитология и инвазивные болезни сельскохозяйственных животных», три монографии, три изобретения. Выступал с научными докладами в Индии, Венгрии, Чехословакии, Болгарии, ГДР.
Среди учеников Кадырова — доктор ветеринарных наук Балтабек Ибраев, кандидаты ветеринарных наук Людмила Лидер и Сатпек Токпанов.

## Семья
Жена — Балхия Актановна Алибаева.
Старший сын — Бектур Нургалиевич Кадыров, журналист газеты «Казахстанская правда».
Младший сын — Жанат Нургалиевич Кадыров, доктор технических наук.
Дочь — Сауле Нургалиевна Кадырова, доктор медицинских наук.

## Память
В 2012 году к 95-летию со дня рождения Кадырова в одном из зданий Казахского агротехнического университета им. С. Сейфуллина открылся посвящённый ему музей. В нём собраны труды учёного, почётные грамоты, книги и личные вещи, паразитологический материал.